# Endlicheria cocuirey
Endlicheria cocuirey är en lagerväxtart som beskrevs av André Joseph Guillaume Henri Kostermans. Endlicheria cocuirey ingår i släktet Endlicheria och familjen lagerväxter. Inga underarter finns listade i Catalogue of Life.